# Вербиця (гміна, Холмський повіт)
Гміна Вербиця (пол. Gmina Wierzbica) — сільська гміна у східній Польщі. Належить до Холмського повіту Люблінського воєводства.
Станом на 31 грудня 2011 у гміні жило 5428 осіб.

## Площа
Згідно з даними за 2007 рік площа гміни становила 146.36 км², у тому числі:
- орні землі: 79.00%
- ліси: 9.00%

Отже площа гміни становить 8.22% площі повіту.

## Населення
Станом на 31 грудня 2011:
| Опис     | Загалом | Загалом | Чоловіки | Чоловіки | Жінки | Жінки |
| -------- | ------- | ------- | -------- | -------- | ----- | ----- |
| одиниця  | осіб    | %       | осіб     | %        | осіб  | %     |
| все      | 5428    | 100     | 2714     | 50.00    | 2714  | 50.00 |
| міське   | 0       | 100     | 0        |          | 0     |       |
| сільське | 5428    | 100     | 2714     | 50.00    | 2714  | 50.00 |

## Сусідні гміни
Гміна Вербиця межує з такими гмінами: Ганськ, Савін, Селище, Уршулін, Холм, Цицув.